# مارك كوليت
مارك كوليت (بالإنجليزية: Mark Collett)‏ ناشط سياسي بريطاني (ولد في روثلي - المملكة المتحدة - عام 1980) يصنف من النازيين الجدد، تخرج من جامعة ليدز . 

## مؤلفاته
- سقوط الرجل الغربي (كتاب)